# 23669 Huihuifan
23669 Huihuifan è un asteroide della fascia principale. Scoperto nel 1997, presenta un'orbita caratterizzata da un semiasse maggiore pari a 2,5740412 UA e da un'eccentricità di 0,1141454, inclinata di 2,30955° rispetto all'eclittica.